# Juanito Oiarzabal
Juan Eusebio Oiarzabal Urteaga, plus connu sous le nom de  Juanito Oiarzabal, né le 30 mars 1956 à Vitoria-Gasteiz (Alava, Pays basque), est le premier alpiniste espagnol et le sixième au monde à parvenir au sommet des 14 sommets de plus de 8 000 mètres, le quatrième dans l'histoire à le faire sans aide d'oxygène additionnel. Il est aussi le détenteur du record mondial d'ascensions de 8 000 (23 au total).
Jusqu'à présent, il a effectué 35 expéditions importantes durant ces 23 années de carrière comme alpiniste.
La descente difficile qu'il a affronté après avoir atteint le sommet du K2 en 2004 en compagnie d'Edurne Pasabán a provoqué des engelures aux pieds à tous deux, Edurne souffrant d'une amputation de deux doigts et Juanito de leur totalité.
Il est aussi célèbre pour sa participation à des émissions de téléréalité comme El conquistador del fin del mundo ou El conquistador del Aconcagua.

## Ascensions

### Amérique
- 1983 : Aconcagua (6 957 m), Argentine
- 1984 : mont McKinley (6 190 m), Alaska

### Afrique
- 1988 : Mont Kenya (5 199 m), Kenya

### Asie
- 1985 : Cho Oyu (8 201 m), Tibet
- 1987 : Gasherbrum II (8 035 m), Pakistan
- 1992 : Nanga Parbat (8 125 m), Pakistan
- 1993 : Everest (8 848 m), Népal
- 1994 : K2 (8 611 m), Pakistan
- 1995 : Makalu (8 465 m), Népal, Lhotse (8  516 m), Népal et Broad Peak (8 047 m), Pakistan
- 1996 : Kanchenjunga (8 586 m), Népal
- 1997 : Manaslu (8 163 m), Népal et Hidden Peak (8 068 m), Pakistan
- 1998 : Dhaulagiri (8 167 m), Népal et Shishapangma (8 046 m) Tibet
- 1999 : Annapurna (8 091 m), Népal
- 2000 : Everest (8 848 m), Népal/Chine
- 2002 : Cho Oyu (8 201 m), Népal/Chine
- 2003 : Gasherbrum II (8 035 m), Pakistan, Hidden Peak (8 068 m), Pakistan et Cho Oyu (8 201 m), Népal (du côté chinois), 2 fois
- 2004 : Ama Dablam (6 856 m), Népal et K2 (8 611 m), Pakistan
- 2008 : Makalu (8 465 m), Népal
- 2009 : Kangchenjunga (8 586 m), Népal
- 2010 : Annapurna (8 091 m), Népal (vérification requise à cause de l'usage d'un hélicoptère lors de la descente)
- 2011 : Lhotse (8 516 m), Népal et Manaslu (8 163 m), Népal

### Europe
- 2001 : Elbrouz (5 642 m), Russie

## Livres
- Buscando las catorce estrellas (1997)
- Los 14 ochomiles de Juanito Oiarzabal (1999)
- Conversaciones con Juanito Oiarzabal (2001)
- El Everest de Juanito Oiarzabal (2002)
- Juanito Oiarzabal y el Anapurna, crónica de una cima radiofónica (2004)
- El placer de alcanzar la cumbre (2005)
- Los Pirineos de Juanito Oiarzabal (2006)

## Autres activités
- En tant qu'expert, il a participé à plusieurs activités relié au sauvetage en montagne
- Professeur d'escalade
- Guide d'alpinisme
- Professeur à l'école d'alpinisme basque Euskal Goi Mendi Eskola / Escuela Vasca de Alta Montaña (EGME-EVAM)

## Récompenses, affiliations et distinctions
- Membre honorifique de différents clubs d'alpinisme.
- Membre du Club d'alpinisme basque.
- Membre de l'Union internationale des associations de guides de montagne (UIAGM).
- Médaille d'or de la Fédération d'alpinisme basque.
- Membre du « Comité de patronage du cinquantenaire de l'Annapurna » (2000).
- Membre honorifique de la Société géographique espagnole (es).
- Nommé pour le Prix Prince des Asturies pour le Sport en 1999
- Finaliste pour le Prix Prince des Asturies pour le Sport en 2001.
- Selon le journal Mundo Deportivo, il figure parmi les 20 sportifs espagnols les plus importants du siècle.
- Médaille d'or du Mérite sportif, décernée par le gouvernement espagnol en 1999.
- Sur la proposition de directeurs de la communication basques, le Gouvernement basque lui a décerné en 2000 la distinction de Citoyen universel basque, en même temps que le jésuite Ion Sobrino (porte-étendard de la théologie de la libération au Salvador), distinction précédemment remportée par notamment Etxenike, Oteiza et Chillida.
- Membre honorifique de l'exploration espagnole et club aventure.
- Le quotidien sportif Marca lui a décerné son prix le plus élevé : Marca de Leyenda, une distinction que seuls une poignée de sportifs d'élite à travers le monde ont obtenu.